# Cherokee (Iowa)
Cherokee è una città degli Stati Uniti d'America, situata nello Stato dell'Iowa, nella Contea di Cherokee, della quale è il capoluogo.